# 쉐이 더핀
셰이 더핀(Shay Duffin, 1931년 2월 26일 ~ 2010년 4월 23일)은 미국의 배우이다.
더블린에서 태어났으며 로스앤젤레스에서 사망하였다.

## 영화
- 베오울프 (2007년)
- 디파티드 (2006년)
- 씨비스킷 (2003년)
- 타이타닉 (1997년)
- 섹시 블루 (1996년)
- 넘버 원 팬 (1995년)
- 레프리콘 (1993년)
- 뉴스보이 (1992년)
- 투명 인간의 사랑 (1992년)
- 발티모아 도박사 (1980년)
- 프리스코 키드 (1979년)
- 메인 이벤트 (1979년)
- 마지막 우정 (1977년)